# Olavi Kolehmainen
Olavi Kolehmainen, född 4 februari 1957, är en svensk före detta friidrottare (spjut), tävlande för Gefle IF.